# Královský vršek

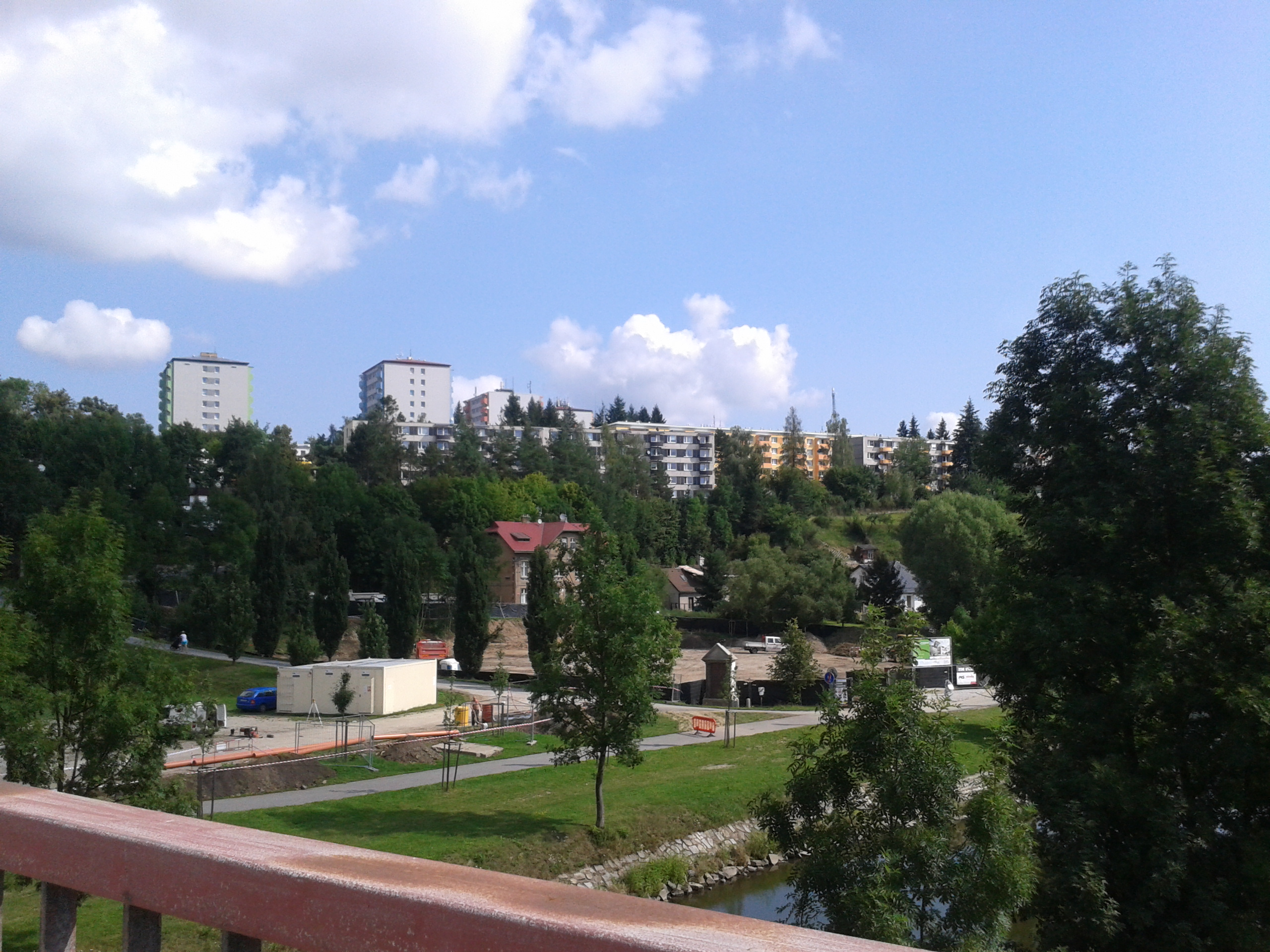
Sídliště Královský vršek, pohled z Pražského mostu

Královský vršek je sídliště v Jihlavě. Nachází se mezi Bedřichovem a centrem města. Rovněž je základní sídelní jednotkou města Jihlava. Má výměru 56 ha.

## Obyvatelstvo
V roce 1991 zde žilo 4 358 obyvatel, roku 2001 4 026 a o deset let později 3 405.

## Poloha
Leží v severní části města. Sousedí s Bedřichovem, Hruškovými Dvory, Kalvárií a Starými Horami. Západní hranici tvoří ulice Sokolovská, jižní ulice Královský vršek, východní hranici pak železniční trať č. 225 až k ulici U Hlavního nádraží, kde protíná Sokolovskou ulici.

## Služby
Nachází se zde Základní škola Kollárova, Mateřská škola Mozaika, na ulici Havlíčkova jedna z budov Obchodní akademie Jihlava (bývalá Integrovaná střední škola obchodní) a pobočka Městské knihovny Jihlava. Ke sportovnímu vyžití slouží tenisová hala, hřiště Sokolu Bedřichov a bowling Jitřenka. U železniční trati se nachází zahrádkářská osada.
Stojí zde supermarket Albert a restaurace U Suchánků.  

## Pamětihodnosti
Památník královské přísahy vznikl v roce 1565, nechali jej vybudovat představitelé města jako připomínku slavnostní přísahy rakouského arcivévody a českého krále Ferdinanda I. Habsburského, která se konala na někdejší Císařské louce u Dlouhého mostu na česko-moravské hranici 30. ledna 1527.